# André de Montbard
André de Montbard (Montbard, 1103 — Jerusalem, 24 de gener del 1156) fou el cinquè Gran Mestre de l'Orde del Temple, funció que va ocupar entre 1154 i el 17 d'octubre de 1156.
Quan va ser elegit era un dels membres de major edat de l'Ordre, ja que va formar part dels mítics nou fundador. Era oncle de Sant Bernat de Claravall. Havent estat Senescal de l'Ordre entre 1148 i 1151, va ser elegit amb l'oposició d'un altre candidat que comptava amb el suport de Lluís VII, rei de França. És incerta la data de la seva elecció i va poder produir-se a finals de 1154, si bé la primera menció del seu nou càrrec està datada el 27 de maig de 1155 a un escrit del rei de Jerusalem Balduí III. Segons el registre de defuncions de la parròquia de Bonlieu, la seva mort es va produir el 17 octubre 1156. Bertrand de Blanchefort el va succeir aquell mateix any.